# Cruise/Wagner Productions
Cruise/Wagner Productions est la société de production cinématographique créée par Tom Cruise et Paula Wagner, aujourd'hui à la tête de United Artists. Les films financés sont souvent avec l'acteur. On remarque aussi une proximité avec les réalisateurs Alejandro Amenábar, Cameron Crowe et Robert Towne.

## Historique
Paula Wagner quitte le studio en août 2008. Tom Cruise fonde alors sa propre société, TC Productions.

## Film produit par Cruise/Wagner Productions
- 1996 : Mission impossible (Mission: Impossible) de Brian De Palma
- 1998 : Sans limites (Without Limits) de Robert Towne
- 2000 : Mission impossible 2 (Mission: Impossible II) de John Woo
- 2001 : Les Autres (The Others ) de Alejandro Amenábar
- 2001 : Vanilla Sky de Cameron Crowe
- 2001 : Le Mystificateur (Shattered Glass) de Billy Ray
- 2002 : Minority Report de Steven Spielberg
- 2002 : Narc de Joe Carnahan
- 2003 : Le Dernier Samouraï (The Last Samurai) d'Edward Zwick
- 2005 : Suspect Zero d'E. Elias Merhige
- 2005 : La Guerre des mondes de Steven Spielberg
- 2005 : Rencontres à Elizabethtown de Cameron Crowe
- 2006 : Mission impossible 3 (Mission: Impossible III) de J. J. Abrams
- 2006 : Demande à la poussière (Ask the Dust) de Robert Towne
- 2007 : Lions et Agneaux (Lions for Lambs) de Robert Redford
- 2008 : Course à la mort (Death Race) de Paul W.S. Anderson
- 2008 : Walkyrie (Valkyrie) de Bryan Singer
- 2008 : The Eye de David Moreau et Xavier Palud